# Giorgio Vismara
Giorgio Vismara (* 11. Januar 1965 in Mailand) ist ein ehemaliger italienischer Judoka. Er gewann eine Bronzemedaille bei Weltmeisterschaften sowie eine Silber- und zwei Bronzemedaillen bei Europameisterschaften.

## Sportliche Karriere
Von 1984 bis 1988 kämpfte Vismara in der Gewichtsklasse bis 78 Kilogramm. 1984 war er Dritter der Junioreneuropameisterschaften. 1985 war er Siebter der Weltmeisterschaften in Seoul. Zwei Monate später unterlag er im Finale der Junioreneuropameisterschaften dem Franzosen Pascal Tayot. 1986 belegte der Angehörige der Carabinieri den zweiten Platz bei den Militärweltmeisterschaften und den dritten Platz bei den Goodwill Games. 1987 gewann Vismara Bronze bei den Mittelmeerspielen.
Von 1989 bis 1995 kämpfte Vismara in der Gewichtsklasse bis 86 Kilogramm. Bei den Europameisterschaften in Helsinki unterlag er im Halbfinale Witali Budjukin aus der Sowjetunion, mit einem Sieg gegen den Belgier Luc Suplis erkämpfte Vismara eine Bronzemedaille. Bei den Weltmeisterschaften in Belgrad schied Vismara nach einer Achtelfinalniederlage gegen den Briten Densign White in der Hoffnungsrunde aus. 1990 belegte Vismara den siebten Platz bei den Europameisterschaften in Frankfurt am Main. Ein Jahr später erreichte er mit einem Halbfinalsieg gegen den Spanier León Villar das Finale bei den Europameisterschaften in Prag, er erhielt die Silbermedaille hinter dem Deutschen Axel Lobenstein. Zwei Monate danach fanden in Barcelona die Weltmeisterschaften 1991 statt. Vismara unterlag im Achtelfinale Joseph Wanag aus den Vereinigten Staaten. Mit vier Siegen in der Hoffnungsrunde kämpfte sich Vismara zur Bronzemedaille durch. Bei den Europameisterschaften 1992 in Paris verlor Vismara seinen Auftaktkampf gegen Pascal Tayot. Nach vier Siegen in der Hoffnungsrunde erhielt er noch einmal eine Bronzemedaille. Drei Wochen nach den Europameisterschaften gewann Vismara bei den Militärweltmeisterschaften. Bei den Olympischen Spielen 1992 in Barcelona unterlag Vismara im Achtelfinale Axel Lobenstein und schied dann in der Hoffnungsrunde gegen León Villar aus. Vismaras größter Erfolg in den Jahren danach war der Sieg bei den ersten Militärweltspielen 1995 in Ostia.
Giorgio Vismara heiratete die niederländische Judoka Jenny Gal, die dann ab 1999 für Italien antrat.

## Meistertitel
Giorgio Vismara gewann insgesamt acht italienische Meistertitel.
- U78: 1985, 1986, 1988
- U86: 1989, 1991, 1992, 1995
- U90: 1998